# Glyptoderma coelatum
Glyptoderma coelatum är en svampart som först beskrevs av Pat. ex R. Heim, och fick sitt nu gällande namn av R. Heim & Perr.-Bertr. 1971. Glyptoderma coelatum ingår i släktet Glyptoderma och familjen Agaricaceae.   Inga underarter finns listade i Catalogue of Life.